# Lloyd R Baggs
Lloyd R. Baggs (ur. 1948) – amerykański grafik, fotograf, budowniczy gitar, wynalazca, założyciel firmy L.R.Baggs Inc. produkującej systemy nagłaśniania instrumentów akustycznych, przede wszystkim gitar.
Po zdobyciu dyplomu artysty grafika w Stanford University Occidental College (1966–1970), pracował w kilku wydawnictwach jako drukarz i litograf. Jego hobby była budowa gitar akustycznych, oddał się swojej pasji uruchamiając własny warsztat lutniczy. Wśród jego klientów byli Jackson Browne, Ry Cooder, Janis Ian, Graham Nash i inni. W roku 1978 zbudował swój pierwszy pickup do gitary akustycznej LB6 i uruchomił wraz z żoną Nadine firmę L.R.Baggs Inc. specjalizującą się w produkcji systemów nagłaśniania instrumentów akustycznych, przede wszystkim gitar. Jest właścicielem wielu patentów na różnej konstrukcji systemy nagłaśniania instrumentów.